# Desje
Desje (Desē) – miasto w środkowej Etiopii, na Wyżynie Abisyńskiej, na wysokości ok. 2470 m n.p.m. Ośrodek administracyjny regionu Wello. Około 154 tys. mieszkańców.

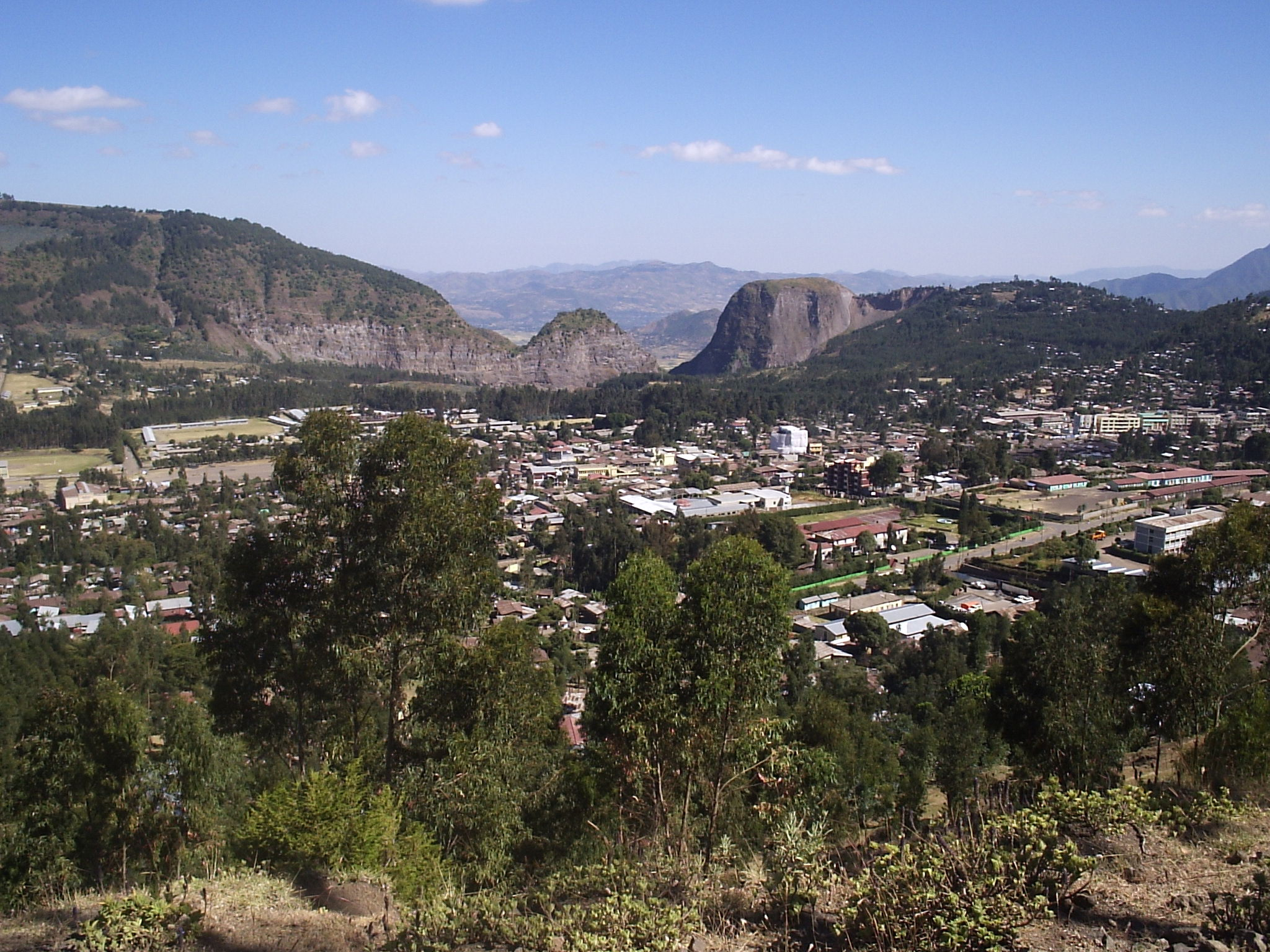
Widok na Desje

W mieście rozwinął się przemysł spożywczy oraz materiałów budowlanych.